# Azinhal (Castro Marim)
Azinhal é uma povoação raiana portuguesa sede da Freguesia de Azinhal do Município de Castro Marim, freguesia com 68,16 km² de área e 479 habitantes (censo de 2021), tendo, por isso, uma densidade populacional de 7 hab./km², o que lhe permite ser classificada como uma Área de Baixa Densidade (portaria 1467-A/2001)..

## Coletividades
Esta aldeia conta com a dinamização levada a cabo por várias Associações, de entre as quais se destacam:
- A Associação Recreativa e Cultural "Azinhal", tratando-se esta de uma Associação Juvenil, tem levado a cabo diversas atividades lúdicas e recreativas na tentativa de dinamizar e ativar o corpo populacional desta aldeia.
- A ANA - Associação dos Amigos e Naturais do Azinhal , fornece serviços de Creche, Pré-escolar e A.T. L, no CAIazinhal  e possui um pequeno museu, denominado Núcleo Museológico do Azinhal .
- A Casa do Povo do Azinhal que acolhe o Rancho Folclórico do Azinhal e a Escola de Acordeão promovendo os usos e costumes junto da população
- No ano de 2006 a Associação Recreativa e Cultural dos Músicos de Faro promeoveu uma pioneiro festival de verão denominado por Guadiana Fest

## Demografia
A população registada nos censos foi:
| Ano  | 0-14 Anos | 15-24 Anos | 25-64 Anos | > 65 Anos |
| 2001 | 64        | 64         | 292        | 272       |
| 2011 | 41        | 31         | 230        | 220       |
| 2021 | 28        | 30         | 196        | 225       |

## Equipamentos
- Unidade de Cuidados Continuados de Azinhal